# Cape Page
Cape Page är en udde i Antarktis. Den ligger i Sydshetlandsöarna. Argentina, Chile och Storbritannien gör anspråk på området.
Terrängen inåt land är kuperad. Havet är nära Cape Page åt nordväst. Trakten är obefolkad. 